# Marketingautomatisering
Marketingautomatisering is een op software gebaseerde methode voor het automatiseren van marketing- en verkoopprocessen. Gebruikersprofielen worden verrijkt met informatie op basis van hun gebruikersgedrag om geautomatiseerde campagneprocessen voor individuele communicatie op te zetten. Een doel van marketingautomatisering is het op een efficiëntere manier vergroten van het aantal potentiële, gekwalificeerde nieuwe klanten, zogenaamde leadgeneratie.
Waar dit eerst alleen gericht was op het automatiseren van e-mailmarketing verwijst het nu naar een veel breder scala van automatiseringsmogelijkheden. Met marketingautomatisering kunnen klanten worden benaderd door geautomatiseerde berichten via e-mail, internet en sociale media. Verder zijn er nu vele mogelijkheden met deze platforms: marketingcampagnes beheren, leads koesteren, lead scoring, leadgeneratie en sales.
Er zijn zeer veel verschillende marketingautomatiseringstools beschikbaar, zoals Marketo en HubSpot. Sommige daarvan zijn een all-in-onesysteem waarin vele modules beschikbaar zijn. Andere zijn specifiek gericht op een markt of op specifieke onderdelen. Hier kunnen dan vaak andere tools mee worden geconfigureerd. De keuze kan afhankelijk zijn van vele dingen zoals aantal contacten, workflows, gebruiksvriendelijkheid, budget, etc.

## Functionaliteit
De meeste marketingautomatiseringsoplossingen combineren functionaliteit van CRM-systemen, webanalyse, e-mailmarketing, advertenties op sociale media en retargeting. De meeste marketingautomatiseringsoplossingen richten zich op zogenaamde lead nurturing. Het lead nurturingproces begint met het genereren van leads. Daarnaast zijn er ook meer holistische systemen die naast de genoemde functionaliteiten ook functies bevatten voor het maken van landingspagina's, conversie-optimalisatie en contentcreatie.
Er zijn vele voordelen van marketingautomatisering waarbij ook veel getest kan worden door middel van A/B-testen en het evalueren van campagnes met makkelijke overzichten. Een kort overzicht van enkele voordelen van MA:
- Automatiseren van marketing- en sales-activiteiten
- Verzamelen van data
- Gepersonaliseerd content versturen
- Lead nurturing en scoring
- Relevante content creëren
- Verschillende kanalen integreren
- Koperspersona's ontwikkelen
- Creëren van CTA's

Ook specifiek voor e-commercebedrijven zijn er verschillende voordelen zoals hogere conversiepercentages en gepersonaliseerde winkelervaringen voor klanten.

## Methode
De daadwerkelijke marketingautomatisering begint met het ontvangen van een lead, bijvoorbeeld in de vorm van een e-mailadres. Vanaf dit moment wordt in het marketingautomatiseringssysteem een gebruikersprofiel opgeslagen, dat bij elke verdere interactie met de website, e-mails, advertenties, social media post etc. kan worden verrijkt met individuele gegevens. De meeste marketingautomatiseringsoplossingen bieden ook functionaliteit voor het scoren van leads om het volwassenheidsniveau van een contactpersoon te verifiëren. Hierdoor kan de klantreis op uw eigen website worden gevolgd en kunnen passende interacties plaatsvinden.

## Weblinks
- Trendstudie over marketingautomatisering van het Instituut voor Marketing aan de Universiteit van St. Gallen (HSG), best practices, relevantie, implicaties voor actie en middelen